# Orchestre typique

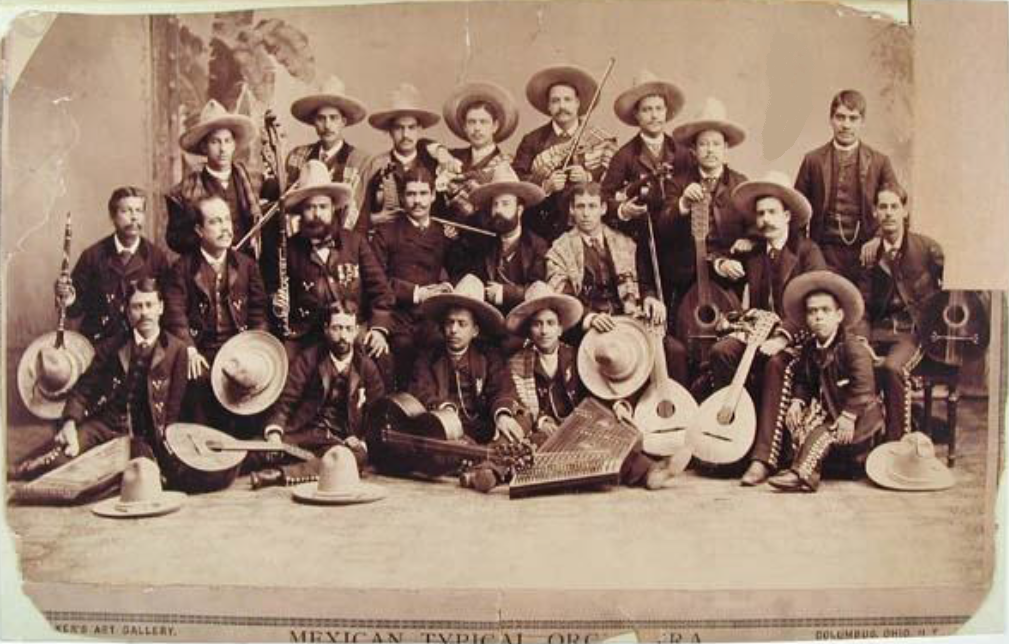
L'Orchestre Typique Mexicain autour de 1885, aujourd'hui connu comme l'Orchestre Typique de la Ville de Mexico.

En Amérique latine, l'expression orchestre typique (en espagnol : orquesta típica ou típica) désigne la formation musicale dédiée à l'interprétation de la musique populaire d'une région. Ce terme s'emploie pour désigner un groupe de taille moyenne (de 8 à 12 musiciens). L'Orchestre Typique de la Ville de Mexico est l'ensemble orchestral le plus ancien d'Amérique latine. Il a été fondé en 1884. La dénomination d'orchestre typique s'applique principalement à des orchestres de Cuba, du Honduras, du Paraguay, d'Uruguay et d'Argentine.

## Cuba

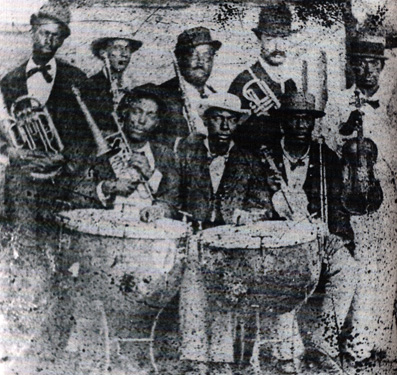
Orchestre Flor de Cuba (probablement le plus ancien cliché d'un orchestre typique - ca. 1870).

À Cuba, un típica est un groupe ou ensemble composé majoritairement d'instruments de vent . Ils existent depuis le XIXe siècle jusqu'à nos jours. Un de ces premiers orchestres typiques, l'Orquesta Flor de Cuba, avait la composition suivante: un cornet à pistons, un trombone, un figle ou ophicléide, deux clarinettes, deux violons, une contrebasse, des percussions et un güíro. Les orchestres typiques cubains ont constitué la base de ce qui constituera, des années plus tard, la forme des ensembles de salsa. Une structure de base pour un ensemble de salsa peut être deux trompettes, un trombone, une contrebasse, un piano, un bongó, des congas ou timbales cubaines et un güíro.

## Honduras
Au Honduras, les orchestres typiques sont constitués de la caramba, d'un marimba, d'une guitare, d'un guitarrón, d'un sacabuche, de congas et d'une batterie.

## Argentine et Uruguay
Dans le cas argentin et uruguayen, l'usage du terme orchestre typique est resté lié au tango. À ses origines, le tango s'exécutait avec des guitares, une flûte et un violon, et plus tard, le bandonéon se substituera à la flûte, reprise un siècle plus tard par Astor Piazzolla dans son octet et son noneto de tango.

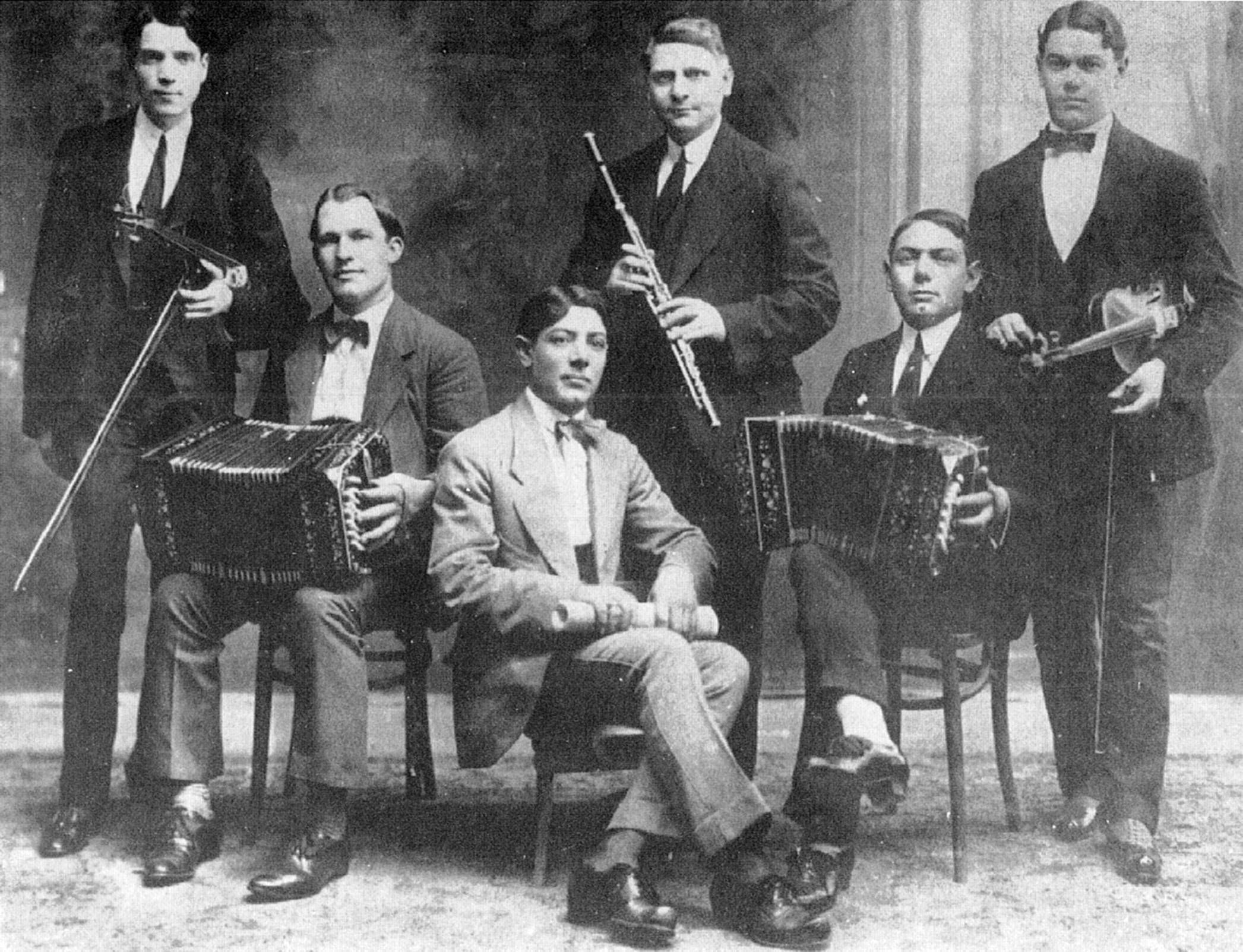
Orquesta típica criolla Greco

L'origine du terme « orquesta típica criolla » apparait vers 1915 et est due au bandonéoniste, chef d'orchestre et compositeur Vicente Greco (1888-1924). Il est utilisé de manière générale, mais il convient de préciser qu'un orchestre est entendu comme une formation comprenant deux  violons ou bandonéons ou plus. Habituellement, ces orchestres sont composés des instruments propres au genre qu'ils jouent, à savoir, dans le cas du tango, le piano, les bandonéons, les violons, la contrebasse, la guitare, la flûte, et dans beaucoup de cas des altos et des violoncelles. L'orquesta típica est considéré comme une extension du Sexteto Típico, avec 2 bandonéons, 2 violons, un piano et une contrebasse.
À l'origine, les musiciens devaient "rouler", c'est-à-dire aller de club en club. Depuis l'inclusion du tango dans des environnements sociaux plus importants (à l'origine, on l'écoutait dans les bordels et les banlieues), les musiciens pouvaient être plus sédentaires et ne pas être obligés de transporter leurs instruments d'un endroit à l'autre, y compris, par exemple, le piano, qui n'est pas transportable.
À cette époque (début du siècle dernier), le premier quatuor à se produire était alors composé de :
- Vicente Greco, bandonéon
- Francisco Canaro, violon
- Prudencio Aragon, piano
- Vicente Pecci, flûte

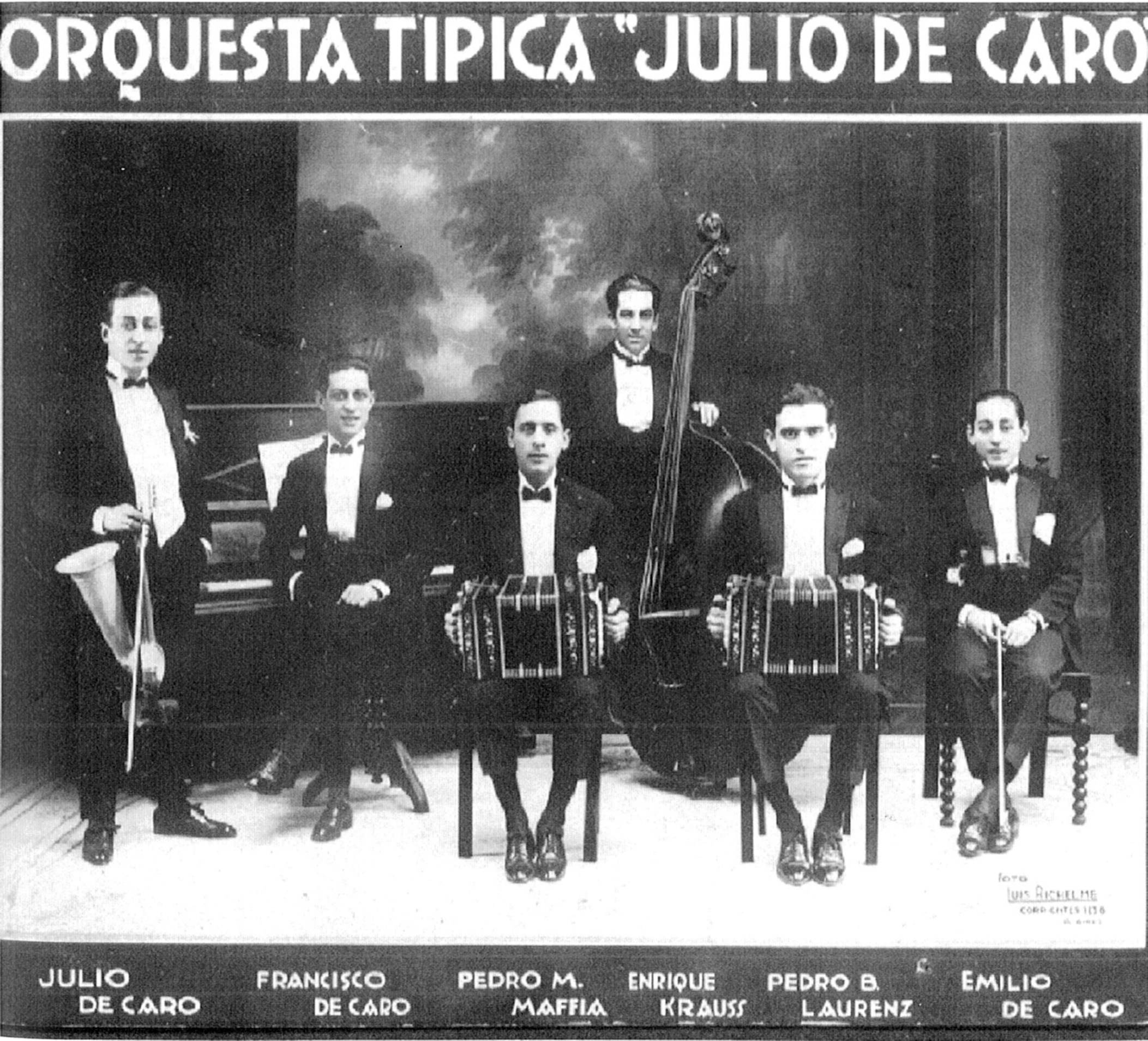
Julio de Caro (violoniste) et son orchestre typique (ca. 1920).

En 1924, le violoniste, chef d'orchestre et compositeur Julio de Caro (1899-1980) forme son sextet et marque le début de ce que l'on appelle la "Garde Nouvelle du tango" (en espagnol : Guardia Nueva del tango). La prolifération des orchestres au sein du tango commence, et une rupture fondamentale s'immisce au sein de ce genre musical. Le tango n'était déjà plus interprété "au gril" (en espagnol : "a la parrilla") (sans partition, ni arrangements musicaux) mais avec un langage musical raffiné qui s'est développé sans cesse dans les années 1930, a porté le tango à sa splendeur dans les années 1940 et se poursuit encore aujourd'hui, où la plupart des jeunes orchestres conservent la forme et le style de l'orchestre typique.

### Orchestres typiques d'Uruguay
- Francisco Canaro
- Juan Canaro
- Juan Cao
- Minotto Di Cicco
- Typique Jaurena
- Luis Caruso
- Rogelio Coll
- Roberto Cuenca
- J. À. Espíndola
- Panchito Maqueira
- Facu Bonari
- Monsieur Horace
- Hugo Di Carlo
- Romeo Gavioli
- Mouro Et Maqueira
- Walter Mendez
- Puglia - Pedroso
- Donato Raciatti "Tipica Sondor"
- Miguel Villasboas
- Nelson Alberti "A lo Darienzo"
- Matos Rodríguez

### Orchestres typiques d'Argentine
- Juan D´Arienzo
- Ange D’Agostino
- Alfredo de Ángelis
- José Basso
- Miguel Caló
- Alfredo Gobbi
- Mariano Mores
- Francini-Pontier
- Carlos Figari
- Osmar Maderna
- Osvaldo Pugliese
- Carlos Di Sarli
- Héctor Stamponi
- Ricardo Tanturi
- Hannibal Troilo
- Héctor Varela
- Orchestre Typique Fernández Fierro
- Orchestre Typique de la Ville de Baigón
- Horace Salgán
- Osvaldo Fresedo

## Orchestres typiques contemporains
- Orchestre Typique "Patagonie Tango"
- Orchestre Typique Mystérieux Buenos Aires
- Orchestre Typique Fernández Fierro
- Orchestre Typique Ville Baigón
- Juan Pablo Gallardo Orchestre
- Orchestre Typique Juan Pablo Navarro
- Orchestre Typique Changement de Front
- Orchestre Typique La Vidú
- Orchestre Typique En Conserve
- Orchestre Utópica
- Septetoscopio
- El Affronte
- La Furca
- La Lunfarda Orchestre Typique
- Le Modeste Orchestre Typique
- La Martino Orchestre Typique
- La Sinistre
- Rodolfo et son Típica RA7
- El Cachivache Quintette [3]
- El Despiole Tango [4]
- China Cruel
- Los herederos del compás
- Quatrotango
- El Caburé
- Couleur Tango
- La Juan D'arienzo
- Tangoloco
- L'Arraché
- Les Reyes du Tango
- Sans souci
- Pablo Barre Sexteto
- Típica Messiez[5]
- Orchestre Typique Daniel García Blanc (Mexique)
- Orchestre Typique de la Maison de la Musique Mexicaine [6]